# Antwerp Maritime Academy
De Antwerp Maritime Academy (AMA), vroeger de Hogere Zeevaartschool (HZS), is een Vlaamse hogeschool van de Associatie van Universiteit & Hogescholen Antwerpen (AUHA) in Antwerpen, gevestigd in het Noordkasteel.

## Opleiding
De AMA heeft als enige Vlaamse hogeschool de toelating om in de beide landstalen onderwijs te verlenen. Er worden ook officieren voor de koopvaardij opgeleid. Met zijn zeer specifiek opleidingsprofiel is het de kleinste hogeschool (circa 450 studenten in 2022-2023) in Vlaanderen, maar wel lid van de associatie rond de Universiteit Antwerpen. Ook de Belgische Marine doet een beroep op de diensten van de school voor de opleiding van haar officieren. Studenten hebben op de school een uniformplicht.
Er zijn drie opleidingen:
- Bachelor (3 jaar) en Master (1 jaar) in de scheepswerktuigkunde.
- Bachelor (3 jaar) en Master (1 jaar) in de nautische wetenschappen.
- Postgraduaat in Hydrography B.

De opleiding nautische wetenschappen is zeer veelzijdig. Aangezien het om een academische mastergraad gaat, wordt de opleiding georganiseerd in samenwerking met de Universiteit Antwerpen, de Universiteit Gent en de Université de Liège. Na het behalen van het diploma in de school, moeten de aspirant-officieren nog een aantal maanden "vaarervaring" voorleggen, om de graad van officier te mogen voeren. Vóór de invoering van de bachelor-masterstructuur waren er ook al twee afdelingen: "officier werktuigkundige" en "officier ter lange omvaart". Hier ligt dat ook direct een knelpunt van de opleiding: de studenten zijn immers verplicht enige jaren te gaan varen alvorens een job aan de wal te vinden, vermits het diploma Master in de nautische wetenschappen in de maritieme industrie vaak als waardeloos wordt gezien zonder vaartijd. Voor de scheepswerktuigkundigen is dat anders, dat is een zeer gegeerd diploma, ook aan de wal. Hoewel men in het Engels over ''engineer'' spreekt, hebben deze mensen geen officiële ingenieurstitel.
Meer en meer alumni van de AMA studeren hierdoor nog verder na deze studies, vaak om een ingenieurstitel te behalen, maar ook (maritieme) logistiek of zelfs Maritiem Recht.. Elk jaar gaan er enkele alumni richting TU Delft (Maritieme Techniek), en ook de Universiteit van Gent heeft een voorbereidingsprogramma voor masters in de nautische wetenschappen om de Master in de ingenieurswetenschappen te behalen.
Deze evolutie is de Universiteit Antwerpen niet ontgaan, ook daar is er nu een voorbereidingsprogramma richting master in de industriële wetenschappen. De UAntwerpen biedt als enige universiteit in België de specialisatie "offshore" aan, wat natuurlijk zeer interessant is voor alumni van de AMA.

## Geschiedenis
Vanaf 14de eeuw was er in Antwerpen zeevaartonderricht. In 1800 werd professor Gaspard Monge naar Antwerpen gestuurd om een zeevaartschool op te richten. De geschiedenis van de huidige school gaat terug op een instelling die in 1802 door Napoleon werd opgericht. Napoleon wilde van Antwerpen een uitvalsbasis maken tegen Engeland. De "Schelde en Antwerpen" noemde hij "een pistool, gericht op het hart van Engeland". Behalve grote havenwerken, hoorde daar ook gepaste opleiding bij. Tot 1814 was de school gevestigd in de Handelsbeurs.
In 1834 werd de school "heropgericht" onder het Belgische regime. Het onderwijs, aanvankelijk in het Frans, behoorde eigenlijk bij het Ministerie van Verkeer. De internationale maritieme "verkeersregels" waren immers een belangrijk deel van het curriculum.
In 1932 werd het nieuw schoolgebouw Noordkasteel ingenomen dat in 1944 door het Duitse leger bezet zal worden. Tijdens de oorlogsjaren wordt er lesgegeven op de Italiëlei, waar nu het zeemanshuis "Stella Maris" gevestigd is. Pas in 1948 keert men terug naar het Noordkasteel.
In 1961 wordt het schoolschip "Mercator" uit de vaart genomen en maakt men gebruik van kleinere binnen- of buitenlandse schepen voor de stage. Nu maakt men gebruik van het Poolse zeilschip Dar Młodzieży.
De opleiding Nautische Wetenschappen wordt ingericht op academisch niveau in 1985. Later in 2022 zal ook de opleiding scheepswerktuigkunde een academische bachelor worden.
Bij de federalisering (1989) werd de bevoegdheid over de Zeevaartschool overgeheveld naar het Vlaams ministerie van onderwijs. Er blijft evenwel een controle van het ministerie van verkeer op het niveau en de inhoud van de specifiek nautische vakken.
In 2022 kiest de school voor een totale vernieuwing. De naam "Hogere Zeevaartschool" verandert in "Antwerp Maritime Academy". Hiermee benadrukt de school 3 unieke eigenschappen: de internationale relaties, de brede waaier aan beroepen binnen de maritieme sector en het academische niveau van de opleidingen. Ook zijn ze bezig met een modern tweede lesgebouw met aula's en praktijklabo's.

## Nautische wetenschappen
De richting Nautische wetenschappen is de meest gekozen op de AMA. Deze bereidt studenten voor op het leven aan boord als officier. Hiernaast is er ook een mogelijkheid om een job aan wal uit te oefenen. De eerstejaars vertrekken traditioneel in het voorjaar op een reis van een maand met het opleidingsschip Dar Młodzieży. Deze opleiding bestaat vooral uit het leren navigeren via allerlei methoden, waaronder de ECDIS.
Naarmate de jaren vorderen, bouwen alumni vaartijd op om zo de rangen van de zeevaart op te klimmen en eventueel kapitein ter lange omvaart te worden. Tijdens de studies kunnen de studenten echter ook al wat vaartijd verzamelen. Dit gebeurt door zowel vaarstages als tijdens de studies, de studenten krijgen het equivalent van 7 maanden vaartijd tijdens hun studies. Deze vaartijd behalen de studenten aan de hand van vakken die gelinkt zijn aan STCW labo's zoals kaartpassen, maar ook via gebruik te maken van de modernste simulatoren. Naast het navigeren worden er ook andere vakken gegeven zoals wiskunde, scheepsbouw, maritieme geneeskunde en economie. Het modeltraject van 4 jaar voor deze richting wordt door weinigen gehaald. Gemiddeld haalt 5-10% de richting in 4 jaar.

## Scheepswerktuigkunde
Deze richting richt zich op de machinekamers aan boord. De studenten worden verantwoordelijk gesteld voor het laten functioneren van het schip als machine. De opleiding bestaat uit verschillende vakken van thermische fysica (thermodynamica) tot algemene elektriciteit.

## Hydrography
De nieuwste richting van de Antwerp Maritime Academy is Hydrography. Deze richting wordt volledig in het Engels gegeven. Het doel van hydrografie is het verzamelen en vastleggen van informatie over de fysische kenmerken van oceanen, zeeën en meren. Denk aan het onderzoeken van wrakken, getijden en stromingen. Hydrografen verzamelen allerlei informatie om zeekaarten op te stellen of getijdenvoorspellingen te maken. Dit is zeer belangrijke informatie die nodig is voor de koopvaardij en baggerwerken. De AMA is de enige die het hydrografie cat. B-programma aanbiedt hier in België. Het is een samenwerking met de Universiteit van Gent. De opleiding duurt 1 jaar, aangezien het een postgraduaatsopleiding is.